# Протестантизм в Сирии

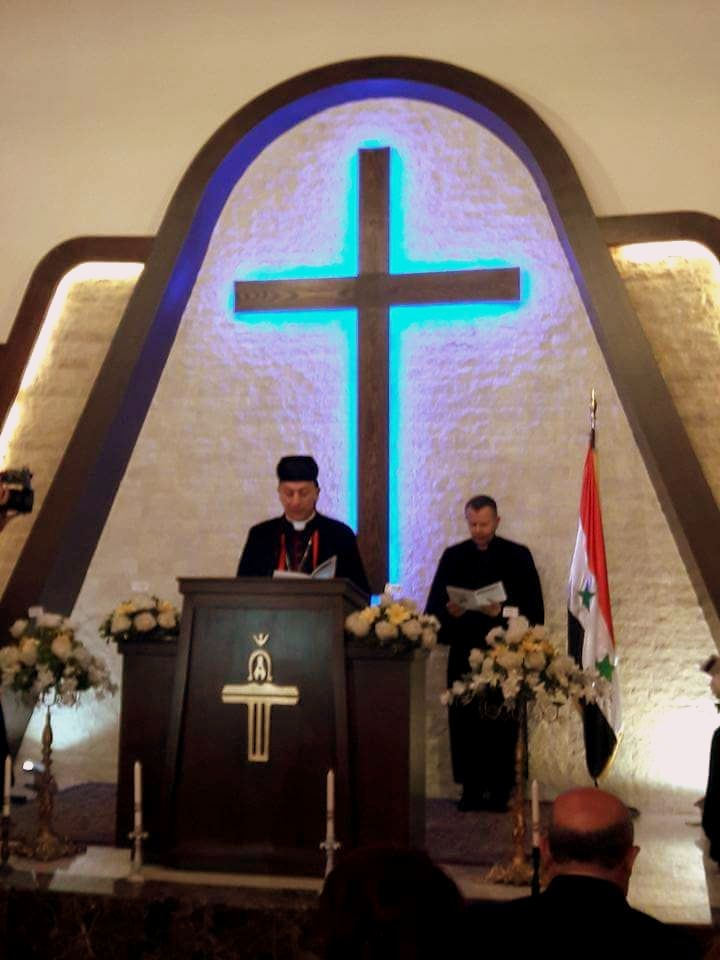
Богослужение в протестантской церкви в Алеппо, май 2016 года

Протестантизм в Сирии — одно из направлений христианства в стране. По данным исследовательского центра Pew Research Center в 2010 году в Сирии проживало 40 тыс. протестантов, которые составляли 0,2 % населения этой страны.
По этнической принадлежности свыше половины сирийских протестантов — арабы. Протестантские общины действуют и среди сирийских армян, курдов, ассирийцев. Также протестантами являются часть живущих в Сирии иностранцев, в первую очередь — европейцев.
В 2010 году в Сирии действовали более 150 протестантских общин, объединённых в 17 деноминаций.

## Исторический обзор

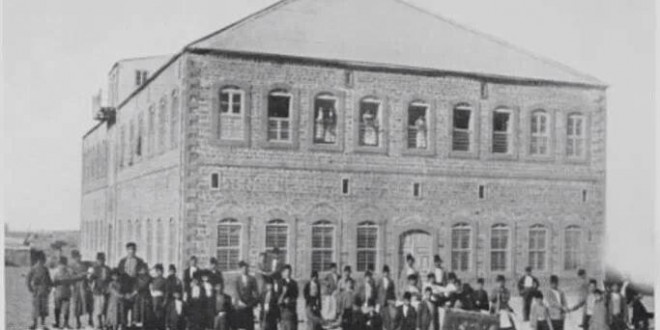
Учащиеся Национальной евангелической школы в Хомсе в 1913 году

Считается, что первым протестантским миссионером, посетившим Сирию, был Джозеф Вульф из «Лондонского общества распространения христианства среди евреев». Вульф проехал по стране в 1822-23 годах, изучая возможность проповеди среди евреев. Присутствующий в Бейруте с 1823 года «Американский совет уполномоченных по делам иностранных миссий» распространил своё служение на территорию Сирии в 1848 году. Первая протестантская церковь была образована в 1852 году в Алеппо, затем возникла община в Хомсе. В 1879 году Совет передал свою миссию в стране Пресвитерианской церкви США. Другими ранними протестантскими миссиями в Сирии были Североамериканская реформатская пресвитерианская миссия и Датская миссия на Востоке. В 1940-х годах эти три организации образовали автономный Национальный евангелический синод Сирии и Ливана. С самого начала протестантская миссия на Ближнем Востоке делала акцент на образовании, открывая частные общеобразовательные школы. Учащимися подобных школ были дети как из христианских, так и из мусульманских семей. Одна из старейших протестантских школ — Национальная евангелическая школа была открыта в 1855 году в Хомсе и действует до сих пор.
С 1890 года в Сирии распространяется учение адвентистов.
После Первой мировой войны из Турции в Сирию переселяются значительное число армян, среди которых имелись и протестанты. В 1918 году ими был образован Союз армянских евангельских церквей Ближнего Востока.

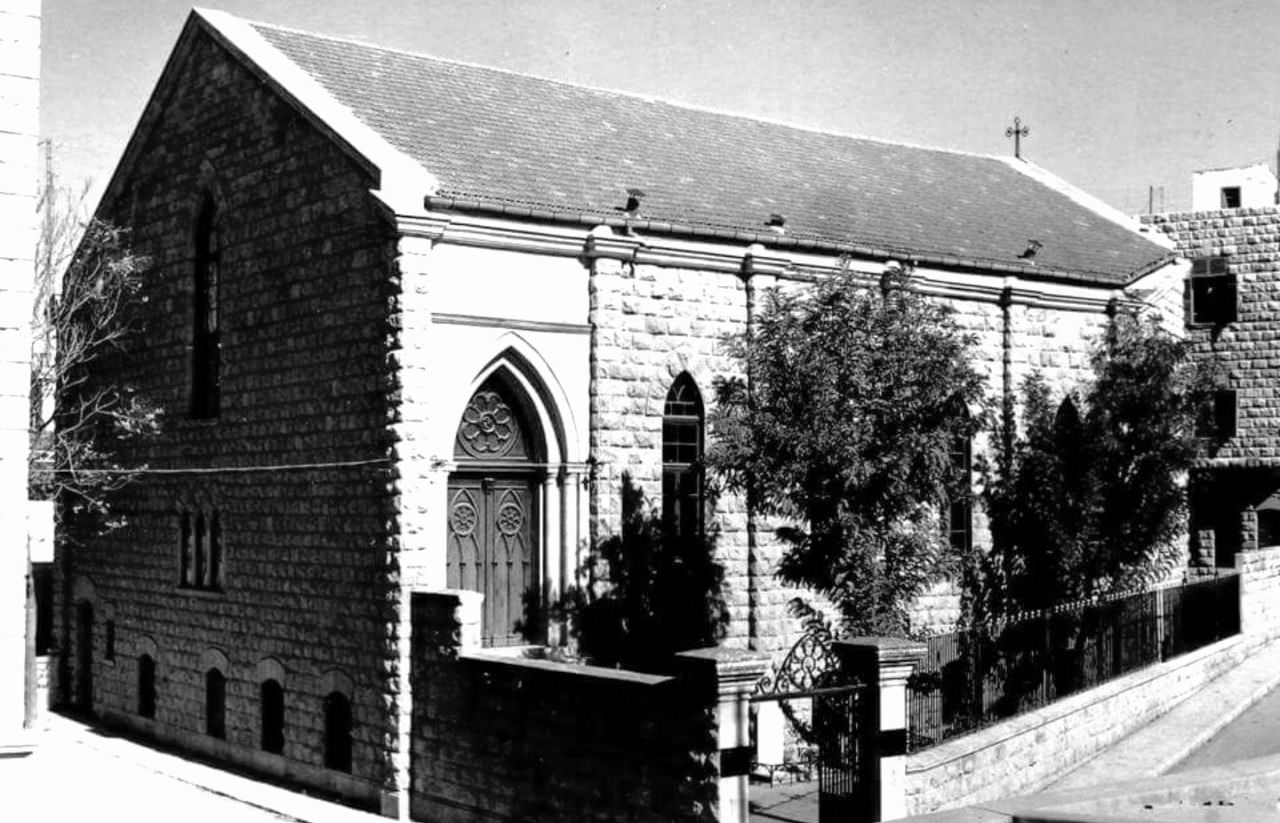
Армянская евангелическая церковь Эммануил, построенная в 1923 году

В 1920 году в стране начали служение назаряне, в следующем году в Сирии появилась ещё одна перфекционистская группа, поддерживаемая Христианским и миссионерским альянсом.
В 1923—1938 годах в Сирии трудились американские меннониты, однако были вынуждены прекратить своё служение.
Первое баптистское богослужение было проведено в Сирии в 1948 году сотрудниками Американской евангельской миссии, которая с 1955 года на территории страны носит название Сирийская баптистская миссия. В 1983 году в Сирии была организована Баптистская конвенция Сирии.
После Второй мировой войны в Сирии появляются пятидесятники. Постоянные миссии удалось установить Ассамблеям Бога и Церкви Бога.
К 1970 году в Сирии проживало 21 тыс. протестантов.
В нач. XXI века в Сирии были образованы ряд евангельских общин, позиционирующих себя как не-деноминационные.

## Современное состояние

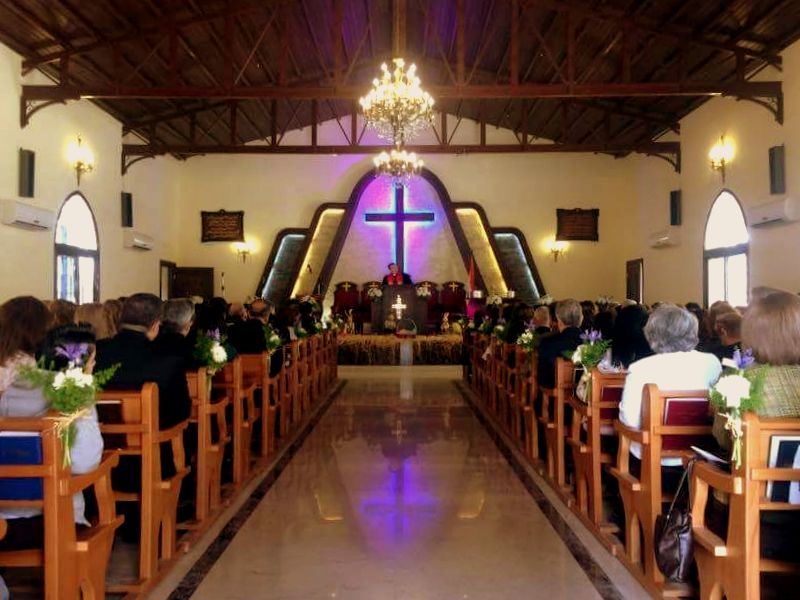
Богослужение в протестантской церкви в Алеппо, май 2016 года

Свыше половины сирийских протестантов принадлежат к церквам реформатской традиции (20,8 тыс. верующих в 2005 году; 79 общин). Союз армянских евангельских церквей объединяет 11 приходов и 13,5 тыс. верующих. Национальный евангелический синод Сирии и Ливана насчитывает 37 церквей и 6 тыс. верующих. Ещё одним реформатским союзом является Евангелическая церковь Дамаска, вышедшая из Национального евангелического синода в 1950-х годах.

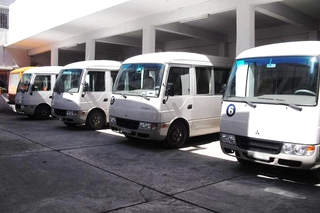
Автобусы Национальной евангелической школы в Хомсе, 2011 год

Англикане (5 тыс. в 2010 году) представлены 1 приходом в Дамаске, входящим в Епископальную церковь Иерусалима и Ближнего Востока.
Баптистский союз Сирии объединяет 10 церквей и 600 верующих. Движение святости представлено назарянами (6 церквей, 700 чел в 2014 году), Христианским и миссионерским альянсом и Церковью Бога (Андерсон, Индиана). Численность пятидесятников относительно невелика — 350 верующих в 2010 году. Несмотря на то, что ещё в сер. 1990-х годов в Дамаске действовала община адвентистов седьмого дня, «Адвентистский атлас» сообщает об отсутствии адвентистских церквей в Сирии по состоянию на 2011 год.

### Преследование протестантов

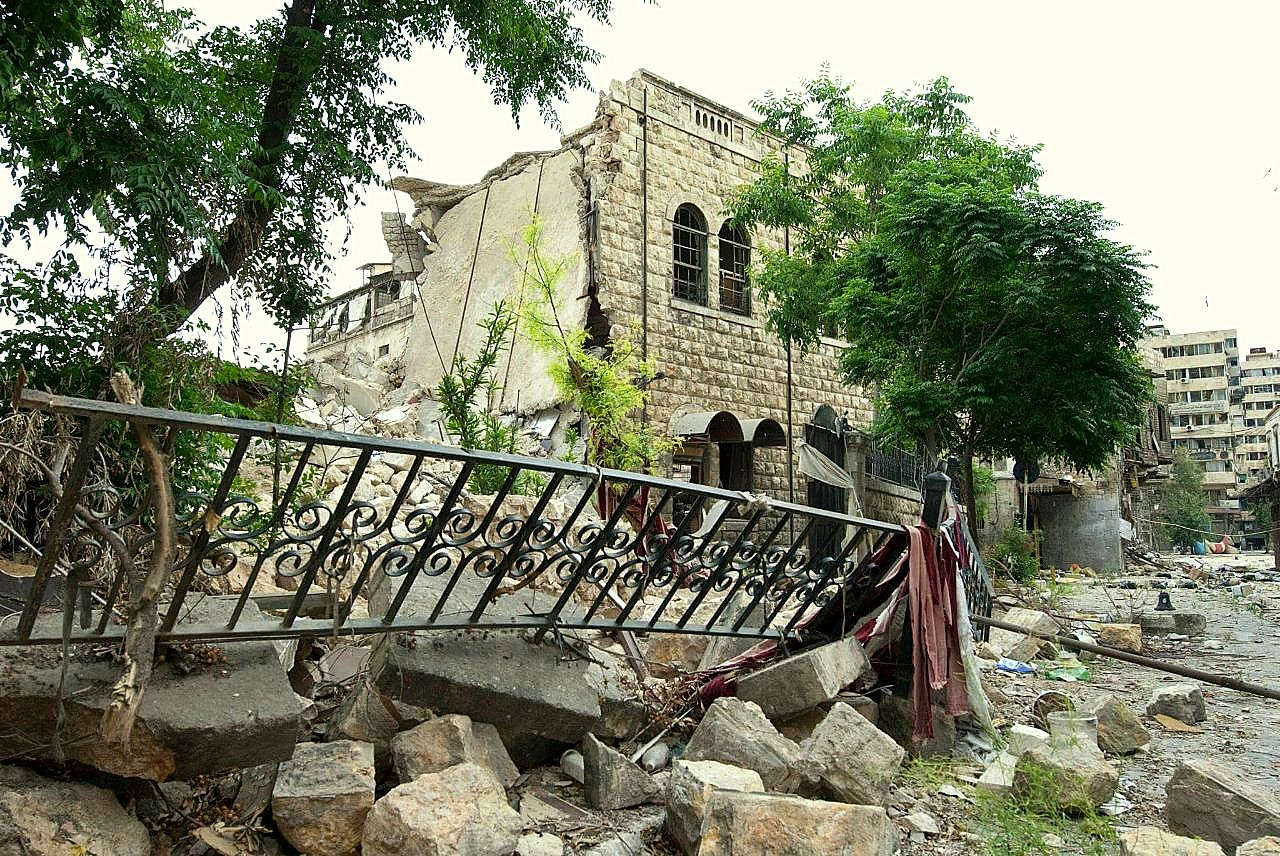
Здание Арабской евангелической церкви в Алеппо подорванное в ходе гражданской войны в 2012 году

После начала Иракской войны (2003 год) из Ирака в Сирию бежали десятки тысяч человек. Приют в этой стране нашли и выходцы из Судана. Поток переселенцев побудил западных евангеликов, в первую очередь американцев и южнокорейцев, заняться проповедью среди беженцев. Однако сирийское правительство расценило усилия протестантов как угрозу межрелигиозному спокойствию и предприняло против поместных евангельских общин ряд репрессивных мер. Некоторые здания, в которых проводились службы были закрыты; официально — из-за того, что не были оформлены как религиозные. Были отменены несколько летних лагерей. Иностранцам, выступавшим в протестантских церквах, было сказано, что их визы не будут продлены.
Ещё одной причиной преследования протестантов стала жалоба православных и католических лидеров Сирии, недовольных успехом протестантской проповеди среди сирийских католиков и православных.

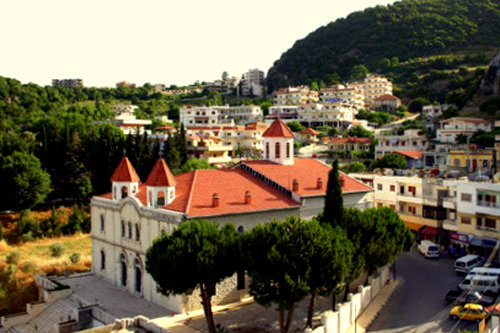
Армянская евангелическая церковь Святой Троицы в Кесабе

В результате начавшейся в 2011 году в Сирии гражданской войны христиане (и протестанты в частности) стали одной из наиболее уязвимых и преследуемых религиозных групп. Значительное число сирийских протестантов стали вынужденными беженцами. По сообщениям прессы к 2016 году в Сирии остались лишь 0,5 млн христиан из 1,25 млн, проживавших на её территории в 2011 году. Часть протестантских приходов прекратили своё служение, в некоторых храмах службы стали нерегулярными.
В результате военных действий были разрушены некоторые протестантские храмы. Так, в результате ракетного удара по Алеппо в январе 2016 года пострадало здание армянской евангелической общины «Эммануил», построенное в 1923 году. Ранее, в Алеппо, путём взрыва было разрушено историческое здание Арабской евангелической церкви Алеппо.

## Экуменические связи
Три протестантские церкви Сирии (две реформатские и англикане) являются членами Ближневосточного совета церквей. Они же входят во Всемирный совет церквей.